# Geranomyia vanduzeei
Geranomyia vanduzeei là một loài ruồi trong họ Limoniidae. Chúng phân bố ở miền Tân bắc.